# Oedicladium sinicum
Oedicladium sinicum là một loài Rêu trong họ Myuriaceae. Loài này được Mitt. mô tả khoa học đầu tiên năm 1891.